# Rusko-turška vojna (1710–1711)
Rusko-turška vojna (1710-1711), po glavnem dogodku vojne znana tudi kot prutska kampanja, je izbruhnila kot posledica poraza Švedske v bitki z Ruskim carstvom  pri Poltavi in bega ranjenega Karla XII. Švedskega in njegovega velikega spremstva v osmansko trdnjavo Bender. Stalne ruske zahteve po njegovi izročitvi je sultan Ahmed  III. vztrajno zavračal, kar je Petra Velikega spodbudilo k napadu na Osmansko cesarstvo, ki je 20. novembra 1710 Rusiji napovedalo vojno. Sočasno s temi dogodki sta moldavski knez Dimitrie Cantemir in Peter Veliki 13. aprila 1711  podpisala Luški sporazum, s katerim se je Kneževina Moldavija zavezala, da bo z vojaki podpirala Rusijo v njeni vojni proti Osmanom in dovolila ruski vojski, da prestopi njeno mejo in namesti svoje  garnizone v moldavske trdnjave. Ko sta se ruska in moldavska vojska  v bližini moldavske prestolnice Iași združili, sta 11. julija krenila pohod proti jugu ob reki Prut z namenom prečkati Donavo in prodreti na Balkanski polotok.

## Vojaške operacije

### Bitka pri Stănileştiju
Glavni in odločilni dogodek vojne je bila štiridnevna bitka pri Stănileştiju, ki se je začela 18. julija 1711. Bitka je bila slabo pripravljena operacija na poplavnem območju Pruta. V njej so sodelovale ruske in moldavske enote, prve pod poveljstvom Petra Velikega in Borisa Šeremeteva in druge pod Cantemirjevim  poveljstvom. Osmanska vojska pod poveljstvom velikega vezirja Baltadžı Mehmed Paše je nasprotnika obkolila in ga 22. julija prisilila k vdaji.

### Obleganje Brăile
Ko se je rusko-moldavska vojska pomikala ob Prutu, se je del ruske vojske pod general Carlom Ewaldom von Rönnejem pomaknil proti Brăili, glavnemu vlaškemu pristaniškemu mestu na levem bregu Donave. Mesto je bilo pod neposredno osmansko upravo. Ruska vojska se je srečala z delom vlaške vojske pod poveljstvom spatarija Toma Cantacuzina, ki je prelomil ukaze kneza Konstantina Brâncoveanuja in se pridružil Rusom. Obe vojski sta po dvodnevnem obleganju (13–14. julija 1711) osvojili Brăilo.

### Mirovni sporazum
Vojna se je končala 21. julija 1711 s Prutskim mirovnim sporazumom, ki je bil za Karla XII. veliko razočaranje. Sporazum je bil ponovno potrjen z Edirnskim sporazumom leta 1713, ki je določil, da se Azov vrne Osmanskemu cesarstvu. Trdnjavo Taganrog in več drugih ruskih trdnjav je bilo treba porušiti, car pa se je zavezal, da se ne bo več vmešaval v poljsko-litovske notranje zadeve.
Osmani so zahtevali, da se Karlu XII. omogoči varno vrnitev na Švedsko, in izročitev kneza Cantemirja. Peter se je sprijaznil z vsemi zahtevami, slednje ni izpolnil pod pretvezo, da je Cantemir zapustil njegov tabor.

## Posledice
Aleksander Mikaberidze trdi, da je Baltadži Mehmet Paša s podpisom mirovnega sporazuma pod razmeroma ugodnimi pogoji za Ruse naredil  veliko strateško napako. Ker je Peter sam poveljeval ruski vojski in Baltadži Mehmed Paša ni sprejel Petrovih mirovnih pogojev, bi ga lahko obdržal v ujetništvu in potek zgodovine bi se lahko spremenil. Brez Petra bi Rusija komajda postala velika sila in bodoči največji  nasprotnik Osmanskega cesarstva na Balkanu, črnomorskem bazenu in Kavkazu.
Novica o zmagi je bila v Konstantinoplu sprva dobro sprejeta, kasneje pa so nezadovoljne vojni naklonjene frakcije obrnile mnenje proti Baltadžı Mehmed Paši in ga obtožile, da je od Petra Velikega prejel podkupnino in dosegle, da je bil veliki vezir razrešen s svojega  položaja.
Neposredna posledica vojne je bila sprememba osmanske politike do krščanskih vazalnih držav Moldavije in Vlaške. Da bi utrdili nadzor nad obema podonavskima kneževinama, so Osmani leta 1711 v  Moldaviji in leta 1716 v Vlaški uvedli neposredno oblast preko imenovanih krščanskih knezov (fanarioti). Moldavski knez Cantemir je z velikim spremstvom pobegnil v Rusijo. Osmani so na njegovo mesto imenovali Nikolaja Mavrocordatosa. Vlaškega kneza Konstantina Brâncoveanuja je sultan obtožil, da se je spogledoval s sovražnikom. Med pohodom rusko-moldavske vojske je  Brâncoveanu zbral vlaške čete v Urlațiju blizu moldavske meje in čakal na prihod krščanskih čet. Pričakoval je njihov pohod v Vlaško in ponudil svoje usluge Petru Velikemu. Če se njegova pričakovanja ne bi uresničila, je bil pripravljen služiti Osmanskemu cesarstvu. Takšno njegovo ravnanje je imel sultan za žaljivo. 
Ko je Toma Cantacuzino prešel v ruski tabor, je bil knez prisiljen stopiti na osmansko stran ali tvegati, da bo postal sovražnik svojega osmanskega suverena,  in hitro je vrnil darila, ki jih je prejel od Rusov. Po treh letih so sultanova sumničenja in sovražnost končno prevladala. Brâncoveanuja, njegove štiri sinove in njegov svetovalca Ianacheja Văcărescuja so aretirali in v Konstantinoplu usmrtili.
Karel XII. in njegov politični in vojni naklonjen zaveznik, kan Krimskega kanata Devlet II. Geraj,  sta nadaljevala lobiranje, da bi sultan napovedal novo vojno. Spomladi 1712 je osmanska vojni naklonjena stranka Rusom očitala, da odlaša z izpolnjevanjem pogojev, dogovorjenih v Prutskem mirovnem sporazumu, in skoraj dosegla svoj cilj. Državi sta se vojni izognili z diplomatskimi sredstvi in 17. aprila 1712 podpisali nov sporazum. Leto po sklenitvi novega sporazuma je vojna stranka z očitkom Rusom, da odlašajo z umikom iz Poljske, končno uspela prepričati Ahmeda III., da  je 30. aprila 1713 napovedal novo vojno.
V tej vojni ni bilo večjih sovražnosti. Kmalu po napovedi so se začela nova mirovna pogajanja. Vojno usmerjena stranka je sultana nazadnje razjezila in se je odločil, da bo švedskemu kralju pomagal vrniti se na Švedsko. Sultan je zaradi nespoštovanja švedskega kralja med ruskimi pohodi odstavil krimskega kana Devleta II. Geraja in ga izgnal na otok Rodos. Geraj je namreč Karla XII. štel za ujetnika in je zavračal njegove ukaze. Karel XII. je iz Osmanskega cesarstva odšel v Stralsund v švedski Pomeraniji, ki so ga dotlej oblegale čete iz Saške, Danske, Prusije in Rusije.